# Miki Honoka
Honoka Yahagi (矢作 穂香, Honoka Yahagi, Chiba, 7 de março de 1997), anteriormente conhecida como Honoka Miki, é uma atriz, modelo e dubladora japonesa. Ela nasceu na província de Chiba, no Japão, em 7 de março de 1997 e estreou no mundo do entretenimento em 2009, quando começou a trabalhar como modelo exclusivo para a revista de moda adolescente "Love Berry". Ela fez sua estreia como atriz em 2010 no filme “Maria Watches Over Us” e no drama de televisão “Clone Baby”. Mas foi seu papel como Kotoko Aihara na popular série de televisão “Mischievous Kiss: Love in TOKYO” (2013) e sua sequência “Mischievous Kiss 2: Love in Okinawa” (2014) que a sobressaiu para o estrelato, tornando ela e seu co- estrela Yuki Furukawa um dos casais mais populares na tela no Japão. Ela também apareceu em "Hoping to Give You a Big Hug Tonight" (2018) e hoje atua em vários papeis na TV, no teatro e também como apresentadora.
Em 2016, Yahagi mudou seu nome de Honoka Miki para Honoka Yahagi porque ela não gostava, conforme declarou em seu blog.

## Filmografia
| Ano  | Título                                                       | Papel                     | Rede               | Notas                    | Ref.          |
| ---- | ------------------------------------------------------------ | ------------------------- | ------------------ | ------------------------ | ------------- |
| 2010 | Kamen Rider OOO                                              | Mezool                    | TV Asahi           | Estado humano            | [ 5 ]         |
| 2010 | Clone Baby                                                   | Kanako Aoyagi             | TBS                |                          | [ 6 ]         |
| 2011 | Suzuki Sensei                                                | Kana Nakamura             | TV Tokyo           | Estudante da classe 2-A  |               |
| 2011 | Asu no Hikari o Tsukame 2                                    | Kagami Yuka               | Tokai TV           |                          | [ 7 ] [ 8 ]   |
| 2012 | Toshi Densetsu no Onna                                       | Ishibashi Rin             | TV Asahi           | 1ª temporada, episódio 7 |               |
| 2012 | Kuro no Onna Kyoshi                                          | Sudo Natsumi              | TBS                | Episódio 1               |               |
| 2013 | Mischievous Kiss: Love in Tokyo                              | Aihara Kotoko/Irie Kotoko | TBS                | Protagonista             | [ 9 ]         |
| 2013 | Tenma san ga Yuku                                            |                           | TBS                | 1ª temporada, episódio 6 |               |
| 2013 | Kasuka na Kanojo                                             | Okamoto Kana              | Fuji TV            | Estudante da classe 3-2  |               |
| 2014 | Bokura wa Minna Shindeiru                                    | Yoshino Akane             | TBS                |                          | [ 10 ]        |
| 2014 | Mischievous Kiss 2: Love in Okinawa                          | Aihara Kotoko             | TBS                | Protagonista             | [ 11 ]        |
| 2014 | Mischievous Kiss 2: Love in Tokyo                            | Aihara Kotoko             | TBS                | Protagonista             | [ 12 ] [ 13 ] |
| 2017 | Kizoku Tantei                                                | Maki Gudo                 | Fuji TV            | Ep.10-11                 |               |
| 2017 | Important Witness private detective" (Juyo Sankounin Tantei) | Luna Azuma                | TV Asahi           | Ep.4                     |               |
| 2018 | Seigi no Se                                                  | Maria Machida             | NTV                | Ep.2                     |               |
| 2018 | Hoping to Give You a Big Hug Tonight                         | Riko Saeki                | dTV                |                          |               |
| 2018 | Bokura wa Kiseki de Dekite Iru                               | Kotone Aoyama             | Fuji TV            |                          |               |
| 2019 | I Give My First Love to You                                  | Yurino Tamura             | TV Asahi           |                          |               |
| 2019 | Kaseifu no Mitazono 3                                        | Masako Genkaku            | TV Asahi           | Ep.4                     |               |
| 2019 | Voice: 110 Emergency Control Room                            | Aoi Morishita             | NTV                |                          |               |
| 2019 | Nee Sensei, Shiranai No!                                     | Nanase Hoshino            | MBS                |                          |               |
| 2020 | Peanut Butter Sandwich                                       | Tsubaki Tachibana         | MBS                |                          |               |
| 2020 | Oshaie Sommelier Oshako!                                     | Oshako Jageger            | TV Tokyo           |                          |               |
| 2020 | Ginza Kuroneko Monogatari                                    |                           | Kansai TV          |                          |               |
| 2022 | Short Program                                                | Nao Tanimura              | Amazon Prime Video | Episode: "Spring Call"   |               |

| Ano  | Título                                 | Papel         | Rede                    | Notas                   | Ref.   |
| ---- | -------------------------------------- | ------------- | ----------------------- | ----------------------- | ------ |
| 2010 | Maria-sama ga Miteru                   | Yumi Fukuzawa | Jolly Roger             |                         | [ 14 ] |
| 2010 | Neck                                   | Yukari        | Asmik Ace Entertainment | Amiga de Sugina         |        |
| 2011 | Kamen Rider OOO Wonderful              | Mezool        | Toei                    | Estado humano           |        |
| 2012 | The Chasing World 4                    | Yui           | Thanks Lab              |                         |        |
| 2012 | The Chasing World 5                    | Yui           | Thanks Lab              |                         |        |
| 2013 | Suzuki Sensei Movie                    | Kana Nakamura | TV Tokyo                | Estudante da classe 2-A |        |
| 2013 | The Crone                              | Ayane         | Next Media Animation    |                         |        |
| 2013 | Enoshima Prism                         | Kyoko         | Video Planning          |                         | [ 15 ] |
| 2014 | Hokago Lost                            | Yuki          | Kadokawa Pictures       | Parte 1: "Little Trip"  | [ 16 ] |
| 2014 | Puberty Play                           | Hasumi Takane | Is.Field                |                         | [ 17 ] |
| 2015 | Tunnel of Love: The Place For Miracles | Hitoha        | Is.Field                |                         |        |
| 2017 | Hanagatami                             | Mina Ema      |                         |                         |        |
| 2019 | Go Away, Ultramarine                   |               |                         |                         |        |

| Ano  | Prêmio                       | Categoria                                      | Resultado |
| ---- | ---------------------------- | ---------------------------------------------- | --------- |
| 2013 | 2nd Annual DramaFever Awards | Best Couple (with Yuki Furukawa)               | Nominada  |
| 2013 |                              | Best Couple Not Meant to Be (with Yuki Yamada) | Nominada  |
| 2015 | 3rd Annual DramaFever Awards | Best Couple (with Yuki Furukawa)               | Venceu    |